# Затишне (Ізюмський район)
Зати́шне (до 2024 року — Першотравне́ве) — село в Україні, у Савинській селищній територіальній громаді Ізюмського району Харківської області. Населення становить 48 осіб. До 2020 року орган місцевого самоврядування — Вишнівська сільська рада.

## Географія
Село Затишне розташоване за 92 км відобласного центру та 40 км від районного центру. Неподалік  розташоване сусіднє село Вишнева (за 1,5 км) на схилах балки Дубовий Яр, по дну якої протікає пересихаючий струмок з численними загатами.

## Історія
Село засновано 1928 року.
За свідченнями місцевого жителя Василя Германовича Жувака, у часи штучного Голодомору 1932–1933 років у Першотравневому ніхто не помер з голоду. У той час головою колгоспу був Лапченко Роман Павлович. Усе збіжжя у селі звезли до колгоспної комори і варили загальні обіди для всіх селян.
12 червня 2020 року, відповідно до Розпорядження Кабінету Міністрів України  № 725-р «Про визначення адміністративних центрів та затвердження територій територіальних громад Харківської області», увійшло до складу Савинської селищної територіальної громади.
19 липня 2020 року, в результаті адміністративно-територіальної реформи та ліквідації Балаклійського району, село увійшло до складу Ізюмського району.
19 вересня 2024 року Верховна Рада підтримала перейменування села Першотравневе на Затишне. 26 вересня 2024 року перейменування набуло чинності.

## Населення

### Мова
Розподіл населення за рідною мовою за даними перепису 2001 року:
| Мова       | Кількість | Відсоток |
| ---------- | --------- | -------- |
| українська | 46        | 95.83%   |
| російська  | 2         | 4.17%    |
| Усього     | 48        | 100%     |

## Галерея

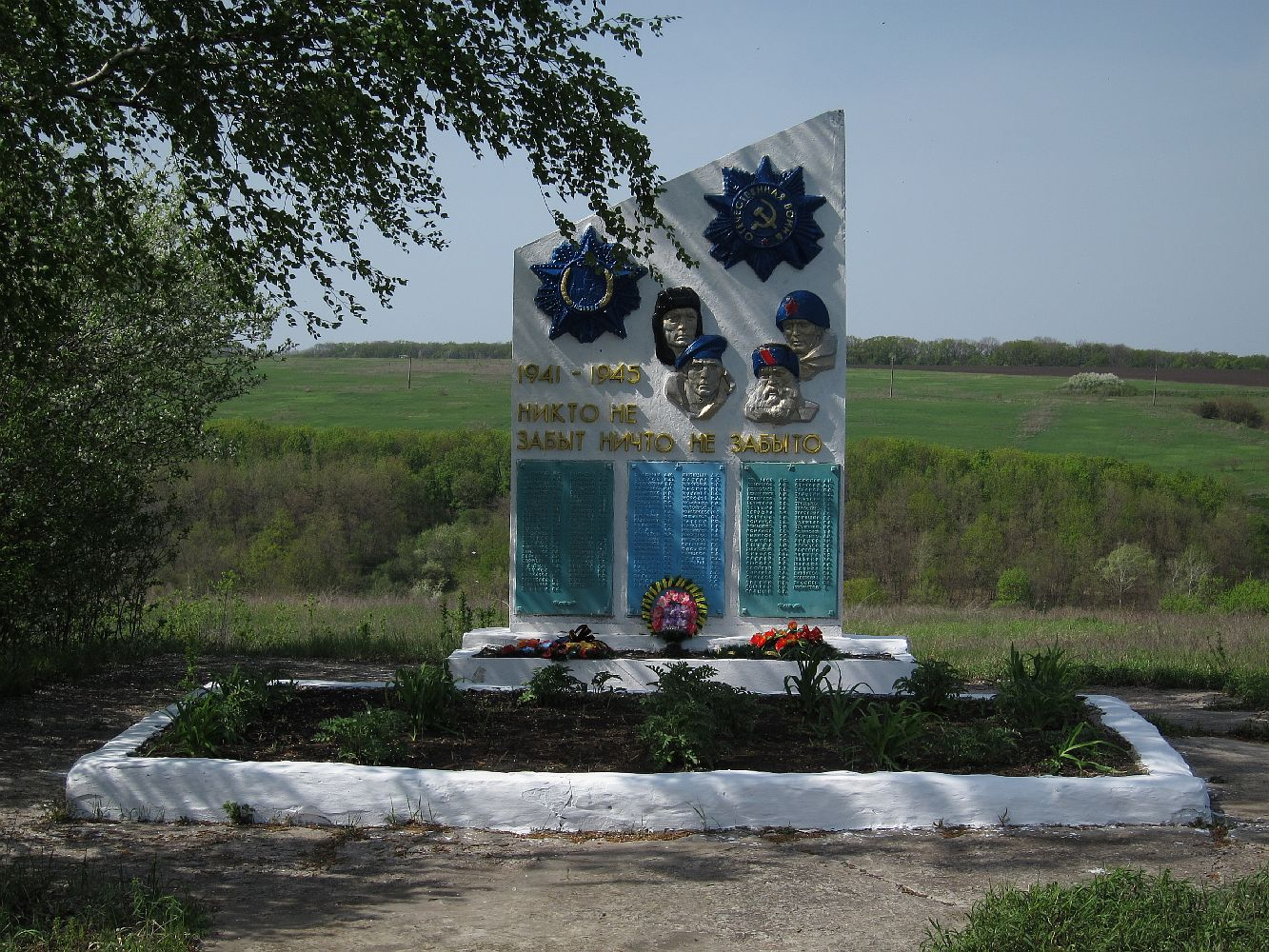
Братська могила, де поховано 178 радянських вояків
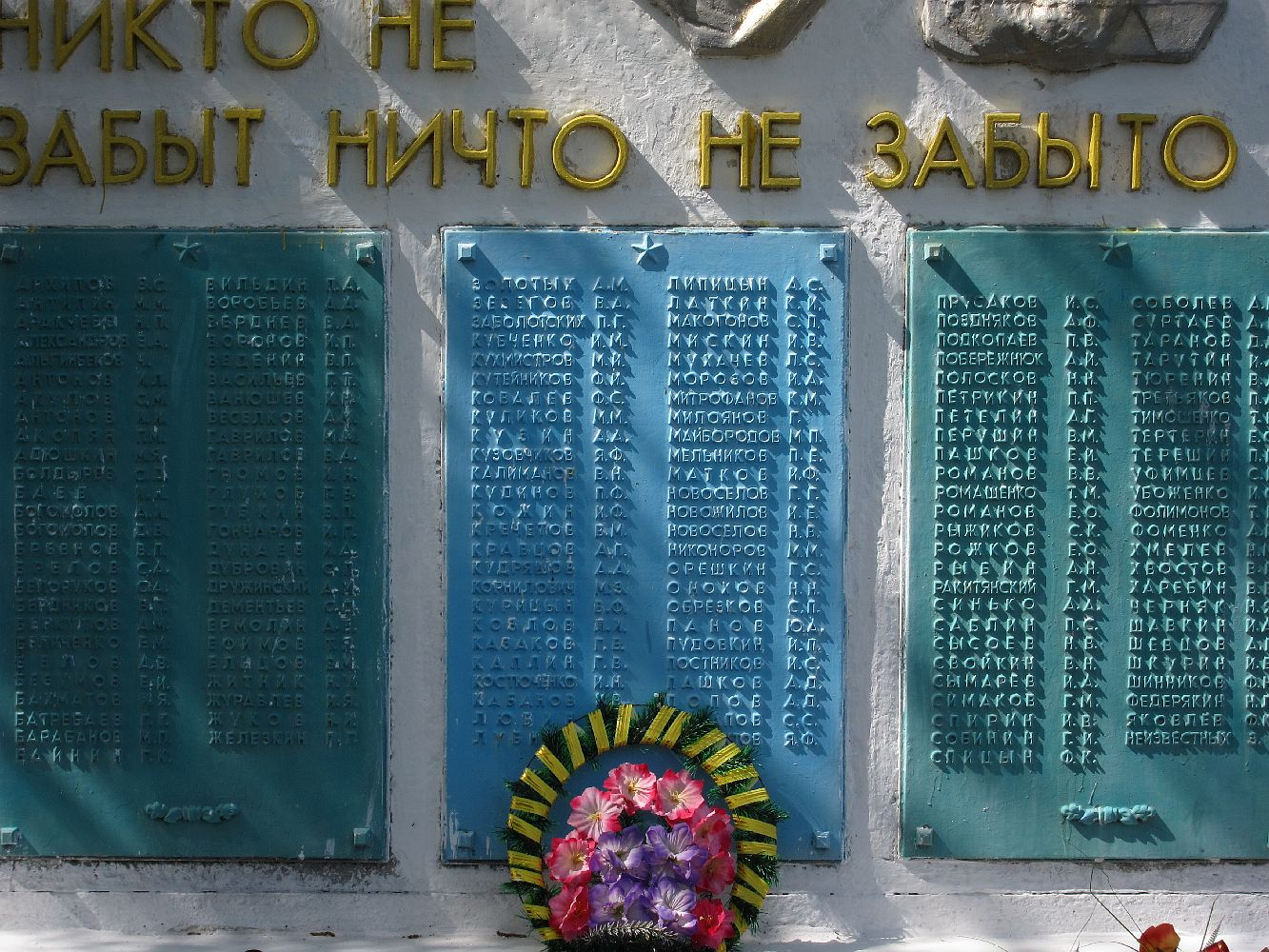
Список полеглих радянських вояків